# 第88师团
第88师团（Dai-hachijūhachi Shidan）是日本帝国陆军的一个步兵师团。它的代号是要兵团（Kaname Heidan）。该师团于1945年2月28日在丰原（后称为南萨哈林斯克）组建。师团的核心是空富托混合旅。

## 军事行动
第88师团组建后编入第5方面军。随着苏联入侵满洲的计划变得明朗，该师收到了预计将于1945年8月3日进行战斗的行动计划。
1945年8月9日，苏联军队发起进攻并炮击波罗奈斯克（西苏卡乔）。该师一直坚守阵地，直到1945年8月15日。在战斗期间，日军阵亡568人，苏军估计有一千多人阵亡。
1945年8月20日，苏联红军在霍尔姆斯克（茂卡）登陆，日军防线才被攻破。该师在波罗奈斯克（西苏卡乔）被苏军占领后收到了投降命令，但与苏联的谈判破裂了一段时间。在持续不断的杀戮狂潮中，霍尔姆斯克（毛卡）附近的红军分子屠杀了100多名打着白旗的日军官兵，还有500多名试图投降的日本士兵。苏联消息来源将持续的屠杀归咎于日军在日本政府所谓的“秘密命令”下继续战斗。 
苏军总共俘虏了第88师团和科顿要塞的18,320名日军。大多数囚犯被转移到西伯利亚的劳改营，而其他囚犯则被送往库页岛的劳改营。 

## 延伸閲讀
- Madej，W. 维克多。日本武装部队战斗勋章，1937-1945 [2 卷] 宾夕法尼亚州阿伦敦：1981